# A Smoked Husband

A Smoked Husband est un film muet américain réalisé par D. W. Griffith, sorti en 1908.

## Synopsis
L'histoire d'une femme qui dépense sans compter et de son mari, dont la jalousie les conduit dans des mésaventures grotesques.

## Fiche technique
- Titre : A Smoked Husband
- Réalisation : D. W. Griffith
- Scénario : D. W. Griffith et/ou Frank E. Woods[2]
- Photographie : G. W. Bitzer
- Société de production et de distribution : American Mutoscope and Biograph Company[3]
- Pays de production :  États-Unis
- Format[4] : Noir et blanc - Muet - 1,33:1 ou 1,37:1[2] - 35 mm[2],[5]
- Longueur de pellicule : 470 pieds (143 mètres[5])
- Genre : Comédie
- Durée : 8 minutes (à 16 images par seconde)[4]
- Date de sortie : 
  - États-Unis : 25 septembre 1908

## Distribution
Les noms des personnages proviennent de l'Internet Movie Database.
- Florence Lawrence : Mme Bibbs
- John R. Cumpson : M. Bibbs
- Linda Arvidson : la domestique
- Mack Sennett : un homme au haut-de-forme
- Kate Toncray
- Arthur V. Johnson : le policier
- Alfred Paget
- George Nichols : la personne sur la plage
- Robert Harron : le messager
- George Gebhardt : un homme au haut-de-forme[2],[6]
- Harry Solter : le complice de la domestique[2],[6]

## À noter
- Les scènes du film ont été tournées les 26 et 27 août 1908 dans le studio de la Biograph à New York et à l'ouest de la douzième rue.